# Saint-Cyr (Ardèche)
Saint-Cyr település Franciaországban, Ardèche megyében. Lakosainak száma 1430 fő (2022. január 1.). Saint-Cyr Colombier-le-Cardinal, Davézieux, Peaugres, Saint-Désirat, Saint-Étienne-de-Valoux, Thorrenc és Vernosc-lès-Annonay községekkel határos.

## Népesség
A település népessége az elmúlt években az alábbi módon változott:
| Lakosok száma | 349  | 683  | 841  | 1223 | 1313 | 1347 | 1372 | 1392 | 1404 | 1430 |
|               | 1968 | 1982 | 1990 | 2006 | 2013 | 2015 | 2017 | 2019 | 2020 | 2022 |